# Jon Lindstrom
Jon Lindstrom (Medford, 18 oktober 1957) is een Amerikaans acteur.
Lindstrom is vooral bekend door zijn rol van Mark McCormick in de soapserie Santa Barbara en die van Craig Montgomery in de soapserie As the World Turns.
- Gemeinsame Normdatei: 13057807X
- International Standard Name Identifier: 0000 0001 1436 5316
- Library of Congress Control Number: no2010024957
- MusicBrainz: d8667785-dd40-49be-98ea-69f1a3a88595
- Virtual International Authority File: 1123309
- WorldCat: E39PBJyrR8mYFJBtt47KXfW4bd